# Ryu Choon-soo
Ryu Choon Soo (en hangul, 류춘수; Bonghwa, Corea del Sur, 18 de noviembre de 1946) es un destacado arquitecto Coreano, educador y artista. Él trabajó debajo de Kim Roche Geun, que fue un pionero de la arquitectura moderna coreana. Él diseñó muchos proyectos tanto en Corea como en el extranjero, incluyendo el Estadio Mundialista de Seúl y los apartamentos torres 868 en Haikou. Actualmente es el director general de la asociación de arquitectos Beyond Space.

## Biografía
Ryu Choon Soo nació el 18 de noviembre de 1946, en Bonghwa en la provincia de Kyungbuk de Corea del Sur. Se graduó de la Escuela Secundaria de Daegu en 1964 y se especializó en arquitectura en la Universidad de Hanyang en 1970. Después de haberse graduado, trabajó en General arquitecto asociados y Chonghap arquitecto asociados hasta 1974 y trabajó como director en la empresa Space Group de Corea, que fue fundada por Kim Swoo-geun. Hasta 1986, estudió arquitectura de paisaje para el grado de máster en la Universidad Nacional de Seúl. En 1986, fue uno de los miembros de Space Group, más tarde se convirtió en CEO. En 1990, fue nombrado miembro del Consejo del Instituto Coreano de Arquitectos, y en 1994, fue nombrado miembro del Comité Nacional Revisión de Planos en el Ministerio de la Construcción de Corea del Sur. En 2005, se convirtió en un asesor experto para la Comisión de Propiedades Culturales, y desde 2008 a 2010, se desempeñó como miembro de la Comisión Presidencial Sobre la Arquitectura Política bajo el régimen del Presidente Lee Myung Bak, el décimo presidente de Corea del Sur.

## Filosofía y estilo
Ryu Choon Soo lo que se conoce como arquitecto de clase mundial con sensibilidad oriental y de la racionalidad occidental. Su estilo de trabajo es algo único. Jóvenes arquitectos se concentran en criterios analíticos, mientras que él se aproxima de manera intuitiva e integrada del diseño. Su enfoque de diseño de la integración de pensamiento racional y la solución formativa se refiere a menudo como enfoque oriental. Él hace cada trabajo desde el boceto inicial al diseño final. Como resultado, sus ideas arquitectónicas y alcances son muy amplios, que sus proyectos incluyen pequeños edificios residenciales, la estación de metro, instalaciones de deportes importantes y rascacielos. En sus obras, orientalismo y modernismo convive. La única razón, que la tradición y alta tecnología existen en sus obras, es mutua función de dos factores a través de la integración. El equilibrio de la sensibilidad oriental y racionalidad occidental se muestra bien en 868 Torres en China y el Estadio Mundialista de Seúl. 

### Sensibilidad oriental
Ryu Choon Soo lo que a menudo se evalúa como el mejor arquitecto. Hay varias razones de esta evaluación, que él es el devoto budista y él utiliza materiales autóctonos, la organización del espacio y la belleza de forma, pero la razón más importante es su sensibilidad indígena, que se origina de su fondo de infancia que pasó en el campo. Por otra parte, el hecho de que su maestro, Kim Swoo Geun, persiguió la tradición coreana, le inspiró mucho en su sensibilidad oriental. A diferencia de la mayoría de sus compañeros arquitectos que fueron bloqueados en modernidad y belleza arquitectónica solo occidental y descuidado estilo tradicional coreano, integró la belleza tradicional y moderna.

### Racionalidad occidental
No solo hizo hincapié en la belleza oriental y coreana, sino también apuntó la racionalidad moderna y occidental respaldado por su creencia de tecnologías modernas. Para él, el espíritu artesanal de arquitectos significa habilidades para resolver problemas espaciales y de formación y las habilidades técnicas de resolución de problemas. Sus trabajos se basan en solución de racionalidad que se requiere para las funciones y técnicas arquitectónicas.

### Estadio Copa del Mundo de Seúl de 1997
El Estadio Copa del Mundo de Seúl es el gran ejemplo del trabajo de Choon Soo Ryu, que da cuenta de la belleza de Corea, el modernismo y la racionalidad. Algunos conceptos formativos que se reflejaron en este estadio eran de base octogonal que representa la estructura de membrana riqueza y de techo que se resumieron la  cometa tradicional coreana. El estadio expresa regionalidad y el simbolismo como estadio principal durante la Copa Mundial de Fútbol de 2002 y proporciona una eficiencia estructural y racionalidad funcional que se requiere para estadio de deportes más importantes.

## Otros trabajos
1. Wonju Chi-Ak gym, Wonju, Corea del Sur, 1979
2. Estadio Sajik de Béisbol, Busan, Corea del Sur, 1980
3. Estadio Sarawak, Kuching, Malaysia, 1986
4. Casas residenciales, Sam-Ha-Ri, 1986
5. Hotel Ritz-Carlton, Seúl, Corea del Sur, 1989
6. Sala de Música Tradicional de Busan, Busan, Corea del Sur, 2003
7. Departamento de arte y edificio de cultura de la Universidad de Kunkook, Seúl, Corea del Sur, 2004
8. Hainan 2020 Town, Hainan, China, 2006
9. Tongyeong centro de deportes marítimos, Tongyeong, Corea del Sur, 2009

## Premios
1. Gold Medal "Quaternario 88" International Award / 88 Seoul Olympic Gymnastics Stadium, 1988
2. '95 Korean Architecture Awards / The Ritz-Carlton Hotel Seoul, 1995
3. The Duke Edinburgh Fellowship award, 2000
4. Seoul architect a gold prize / Seoul World Cup Stadium, 2000
5. IOC/IAKS award, 2007
6. AIA Honorary Fellowship, 2008
7. Okgwan Order of Culture Merit, 2011